# Виборзько-Петрозаводська операція
Виборзько-Петрозаводська операція (10 червня — 9 серпня 1944) — наступальна операція радянських військ в Карелії в 1944, в ході Радянсько-фінської війни 1941—1944 з метою ліквідації загрози Ленінграду, комунікаціям, що йдуть з Мурманська в центральні райони СРСР, а також виведення Фінляндії з війни. Проводилася силами Ленінградського (командувач — Л. А. Говоров) і Карельського (командувач — К. П . Мерецков) фронтів за підтримки Балтійського флоту (командувач — В. П. Трибуц) і Ладозької військової флотилії (командувач — Чероков В. С.).
У радянській історіографії дана операція підрозділяється на Виборзьку (10-20 червня) і Свірсько-Петрозаводську (21 червня — 9 серпня) операції. Виділяються також Тулоксинська операція — висадка силами Ладозької військової флотилії десанту на східне узбережжя Ладозького озера в районі річки Тулокса (22-28 червня) і Бйоркська десантна операція — захоплення кораблями і морською піхотою Балтійського флоту островів Бйоркського архіпелагу (20-23 червня).